# Marijana Petir
Marijana Petir (Kutina, 4 de octubre de 1975) es una teóloga, profesora de biología y política croata. Ha sido miembro del Parlamento Croata y del Parlamento Europeo. Se ha desempeñado también como jefa de la Oficina de Promoción de las Ciencias Sociales de la Diócesis de Sisak y vicepresidente del Partido Campesino Croata.
Petir goza de gran reputación en los círculos cristianos de Croacia. Su reputación creció especialmente cuando demostró ser una política católica consecuente, a diferencia de muchos otros representantes de partidos conservadores.

## Educación
Petir se graduó en dos facultades: la Facultad de Ciencias y Matemáticas de Zagreb y la Facultad de Teología Católica de Zagreb. En la Universidad de Zagreb, también completó estudios de posgrado en Gestión de Organizaciones sin fines de lucro y Defensa Social.

## Carrera política
De 1998 a 2000, Petir dirigió la asociación ecológica “Verdes de Moslavina”, que luchaba contra la propagación de los OGM, y dirigió la Campaña Antinuclear en Moslavina, que se opuso con éxito a la construcción de desechos nucleares planificada en ese momento en Moslavina Gora.

### Parlamento Croata
Fue representante de la Cuarta Convocatoria del Parlamento de Croacia. Ocupó el mandato del 16 de enero de 2002 al 22 de diciembre de 2003, mientras reemplazaba al representante Stjepan Radić. Fue elegida en el sexto distrito electoral, donde ingresó como candidata conjunta de la lista del Partido Campesino Croata (HSS), el Partido Liberal y el Partido Social Liberal Croata. En la 4ª convocatoria del Parlamento, ocupó los cargos de miembro de la Comisión de Ordenación del Territorio y Protección del Medio Ambiente y miembro de la Comisión de Integración Europea.
De abril de 2003 a marzo de 2004, se desempeñó como vocera del HSS.
De noviembre de 2004 a enero de 2005 fue la portavoz del equipo electoral del presidente de la República de Croacia, Stjepan Mesić, quien ganó su segundo mandato en las elecciones presidenciales de 2005.
De junio de 2005 a enero de 2008 ocupó el cargo de prefecta adjunto del condado de Sisak-Moslavina. Durante ese período, también fue presidenta de la Organización Regional HSS para Croacia Central.
En 2007, ganó en la 6ª circunscripción para el mandato del representante en la sexta convocatoria del Parlamento croata, como candidato conjunto de la lista del Partido Campesino Croata y el Partido Social Liberal Croata. Comenzó a ocupar el cargo de representante el 11 de enero de 2008. En la sexta convocatoria, fue presidenta del Comité de Protección Ambiental, miembro del Comité de Ordenación del Territorio y Construcción, miembro del Comité de Cooperación Interparlamentaria, miembro de la Delegación del Parlamento de Croacia en el Comité Parlamentario Conjunto de la República de Croacia - Unión Europea, miembro de la Delegación del Parlamento de Croacia ante la Asamblea Parlamentaria del Consejo de Europa y miembro suplente del Consejo de Supervisión del Banco de Reconstrucción y Desarrollo de Croacia.
Desde enero de 2008 ocupó el cargo de Presidenta del Club de Diputados del HSS; sin embargo, fue destituida de dicho cargo tras votar en contra de la aprobación de la Ley de Represión de la Discriminación. Las principales comunidades religiosas de la República de Croacia se opusieron a la adopción de dicha ley, porque vieron en ella principalmente un medio para promover la homosexualidad. Continuó sirviendo como miembro del parlamento hasta el final de su mandato en 2011.
En las elecciones parlamentarias de 2011, no logró ganar para ocupar un mandato.
En el período posterior a 2011, trabajó en el Parlamento de Croacia como miembro del Comité de Derechos Humanos y Derechos de las Minorías Nacionales del Parlamento de Croacia, en calidad de representante de las filas de la Iglesia Católica.

### Parlamento Europeo
En 2014, fue elegida miembro del Parlamento Europeo por la lista de candidatos Unión Democrática Croata - Partido Campesino Croata - Partido Croata de los Derechos del Dr. Ante Starčević - Bloque de Jubilados Juntos - Partido Democristiano Croata y el Partido Democrático de Zagorje. Recibió el apoyo de líderes campesinos para su candidatura.
Petir fue la organizadora de la exposición “Cardenal Stepinac - apóstol de la esperanza y el amor a Dios y al pueblo”, que se llevó a cabo en las instalaciones del Parlamento Europeo el 14 de junio de 2016. La exposición fue organizada en cooperación con la Oficina de Bienes Culturales de la Arquidiócesis de Zagreb y la Universidad Católica de Croacia, y fue inaugurada por la vicepresidenta del Parlamento Europeo, Mairead McGuinness, en presencia del Obispo Auxiliar de Zagreb, Monseñor Ivan Šašek como enviado del Arzobispo de Zagreb, Cardenal Josip Bozanić. McGuinness señaló que la exposición es «una especie de santuario en el corazón del Parlamento Europeo».
Petir abogó por la liberación del ciudadano y veterano de guerra croata Veljko Marić de una prisión serbia. En diciembre de 2015, ella lo visitó en prisión.